# Слепцов, Владимир Витальевич
Владимир Витальевич Слепцов (род. 10 июня 1972 года, Ярославль) — российский государственный деятель, глава городского округа Солнечногорск (2018—2021). Глава города Химки (2016), мэр города Ярославля (2017—2018).

## Образование
В 1993 году окончил Ярославский государственный педагогический институт им. К. Д. Ушинского. "Факультет физической культуры." 

## Карьера
Трудовую деятельность начал в 1993 году инспектором РОВД Ленинского районного отдела внутренних дел УВД Ярославской области. С 1996 года по 2008 год работал в территориальной администрации Ленинского района мэрии города Ярославля. Прошёл путь от ведущего специалиста до главы территориальной администрации.
Решением мэра Ярославля в январе 2008 года назначен заместителем мэра города по вопросам социальной политики и культуры. В рамках подготовки города к 1000-летнему юбилею, В.В. Слепцов был назначен первым заместителем мэра города Ярославля по вопросам развития жилищно-коммунального хозяйства и содержания территорий города. В дальнейшем занимал пост первого заместителя мэра Ярославля. С 2013 года — первый заместитель главы Сергиева Посада, с марта 2014 года — исполняющий обязанности главы Сергиева Посада.
В ноябре 2014 года Советом депутатов городского округа Химки утвержден на должность руководителя администрации. 2 августа 2016 года назначен Главой городского округа Химки.
21 сентября 2016 года решением муниципалитета Ярославля назначен на должность и.о. мэра города Ярославля. 1 марта 2017 года решением муниципалитета г. Ярославля утверждён в должности мэра города Ярославля. 3 октября 2018 года подал в отставку.
8 октября 2018 года Советом депутатов Солнечногорского района назначен временно исполняющим обязанности главы района. 9 ноября Советом депутатов Солнечногорского района выбран главой района.  19 февраля 2021 отправлен в отставку с должности главы городского округа Солнечногорск в Московской области.

## Общественно-политическая деятельность
С 2003 года — член Всероссийской политической партии «Единая Россия». В 2016 году до возвращения в Ярославль — секретарь местного отделения Всероссийской политической Партии «Единая Россия» городского округа Химки Московской области.
Вице-президент Всероссийской Федерации самбо, член исполкома Всероссийской Федерации самбо.
Член Попечительского совета регбийного клуба ЦСКА